# Die Schule am See
Die Schule am See è una serie televisiva tedesca prodotta dal 1997 al 2000 da Dom Film e trasmessa dall'emittente ARD 1. Tra gli interpreti principali figurano Mareike Carrière, Patrick Elias, Jenny Marie Muck, Harald Maack, Julian Friedrich, Jörg Friedrich, ecc.
La serie si compone di 3 stagioni, per un totale di 44 episodi: il primo episodio, intitolato  Ein heißer Empfang,  fu trasmesso in prima visione il 29 dicembre 1997; l'ultimo, intitolato Falsches Spiel, fu trasmesso in prima visione il 27 aprile 2000.

## Trama
Divenuta insegnante nel collegio del castello di Lüttin, diretto da Henning Seld, Vera Herzog si trova dover fare i conti con un gruppo di studenti denominato Prinzenhäusler., Inoltre, la donna, da poco divorziata, è contesa da due uomini che compongono il corpo docenti, il preside Henning Seld e l'insegnante di educazione fisica Fritz Bülow.

## Produzione
La serie è stata girata a Plön, nello Schleswig-Holstein.

## Episodi
| Stagione         | Puntate | Prima TV Germania | Prima TV Italia |
| ---------------- | ------- | ----------------- | --------------- |
| Prima stagione   | 18      | 1997              | inedita         |
| Seconda stagione |         |                   | inedita         |
| Seconda stagione |         | 2000              | inedita         |